# Corybas orbiculatus
Corybas orbiculatus är en orkidéart som först beskrevs av John William Colenso, och fick sitt nu gällande namn av Lucy Beatrice Moore. Corybas orbiculatus ingår i släktet Corybas, och familjen orkidéer. Inga underarter finns listade i Catalogue of Life.